# Mareil-sur-Loir
 Mareil-sur-Loir  es una población y comuna francesa, situada en la región de Países del Loira, departamento de Sarthe, en el distrito de La Flèche y cantón de La Flèche.

## Demografía
| 530 | 526 | 449 | 470 | 500 | 504 |
| Para los censos de 1962 a 1999 la población legal corresponde a la población sin duplicidades (Fuente: INSEE [Consultar]) |     |     |     |     |     |